# 董越千
董越千（1914年12月8日—1978年6月24日），男，北京人，中华人民共和国政治人物、外交官。1937年11月，加入中国共产党。

## 生平
1937年，董越千毕业于北京大学英语系，投身抗日革命活动。抗日战争期间，董越千在晋察冀边区先后担任阜平县县长、白求恩大夫的翻译、晋察冀边区政府秘书、晋察冀边区第一专署秘书主任。1944年，任晋察冀军区联络处副处长、秘书处处长。1946年，任北平军事调处执行部中共方面参谋长罗瑞卿的秘书和翻译。1947年，任中共中央外事组新闻处处长、华北人民政府副秘书长。
1949年10月中央人民政府成立后，董越千调入外交部工作，任外交部办公厅副主任兼国际司司长，参与外交部的组建并领导业务厅司的创建工作。1955年，升任外交部办公厅主任兼国际司司长。1959年1月，出任中华人民共和国驻瑞典大使。1964年1月，董越千离任回国，升任外交部部长助理兼办公厅主任。
文革爆发后，董越千受到冲击。1969年，下放至外交部江西干校劳动。1978年6月24日，董越千在北京病逝，得年64岁。